# Natação no Campeonato Mundial de Esportes Aquáticos de 2019 - 200 m costas masculino
A prova dos 200 metros costas masculino da natação no Campeonato Mundial de Esportes Aquáticos de 2019 ocorreu nos dias 25 de julho e 26 de julho, em Gwangju, na Coreia do Sul.

## Recordes
Antes desta competição, os recordes mundiais e do campeonato nesta prova eram os seguintes:
| Tipo                  | Atleta        | Tempo   | Local | Data                |
| --------------------- | ------------- | ------- | ----- | ------------------- |
|                       | Aaron Peirsol | 1:51.92 | Roma  | 31 de julho de 2009 |
| Recorde do campeonato | Aaron Peirsol | 1:51.92 | Roma  | 31 de julho de 2009 |

## Medalhistas
| Ouro               | Prata             | Bronze               |
| Evgeny Rylov (RUS) | Ryan Murphy (USA) | Luke Greenbank (GBR) |

## Cronograma
Todos os horários são locais (UTC+9).
| Data        | Hora  | Evento        |
| ----------- | ----- | ------------- |
| 25 de julho | 10:28 | Eliminatórias |
| 25 de julho | 21:35 | Semifinal     |
| 26 de julho | 21:00 | Final         |

## Resultados

### Eliminatórias
Esses foram os resultados das eliminatórias. Foram realizadas no dia 25 de julho com início às 10:28.
| Pos. | Bateria | Raia | Nadador                | Nacionalidade            | Tempo   | Notas            |
| ---- | ------- | ---- | ---------------------- | ------------------------ | ------- | ---------------- |
| 1    | 4       | 4    | Ryan Murphy            | Estados Unidos           | 1:56.61 | Q                |
| 2    | 5       | 4    | Evgeny Rylov           | Rússia                   | 1:56.76 | Q                |
| 3    | 4       | 3    | Luke Greenbank         | Reino Unido              | 1:56.83 | Q                |
| 4    | 3       | 3    | Radosław Kawęcki       | Polónia                  | 1:56.99 | Q                |
| 5    | 3       | 5    | Xu Jiayu               | China                    | 1:57.15 | Q, RET           |
| 6    | 3       | 2    | Ádám Telegdy           | Hungria                  | 1:57.20 | Q                |
| 7    | 5       | 5    | Ryosuke Irie           | Japão                    | 1:57.60 | Q                |
| 8    | 4       | 2    | Christian Diener       | Alemanha                 | 1:57.61 | Q                |
| 8    | 5       | 8    | Jakub Skierka          | Polónia                  | 1:57.61 | Q                |
| 10   | 5       | 6    | Matteo Restivo         | Itália                   | 1:57.67 | Q                |
| 11   | 3       | 8    | Daniel Cristian Martin | Roménia                  | 1:57.76 | Q                |
| 12   | 3       | 1    | Lee Ju-ho              | Coreia do Sul            | 1:57.80 | Q                |
| 13   | 5       | 7    | Grigoriy Tarasevich    | Rússia                   | 1:57.99 | Q                |
| 14   | 5       | 2    | Danas Rapšys           | Lituânia                 | 1:58.04 | Q                |
| 14   | 5       | 9    | Roman Mityukov         | Suíça                    | 1:58.04 | Q,               |
| 16   | 5       | 3    | Jacob Pebley           | Estados Unidos           | 1:58.07 | Q                |
| 17   | 5       | 1    | Markus Thormeyer       | Canadá                   | 1:58.16 | Q                |
| 18   | 4       | 6    | Bradley Woodward       | Austrália                | 1:58.31 |                  |
| 19   | 4       | 5    | Keita Sunama           | Japão                    | 1:58.40 |                  |
| 20   | 3       | 7    | Christopher Reid       | África do Sul            | 1:58.44 |                  |
| 21   | 3       | 6    | Li Guangyuan           | China                    | 1:58.57 |                  |
| 22   | 4       | 1    | Leonardo de Deus       | Brasil                   | 1:58.74 |                  |
| 23   | 3       | 0    | Anton Loncar           | Croácia                  | 1:59.07 |                  |
| 24   | 4       | 7    | Apostolos Christou     | Grécia                   | 1:59.42 |                  |
| 25   | 5       | 0    | Yakov Toumarkin        | Israel                   | 1:59.79 |                  |
| 26   | 4       | 8    | Cole Pratt             | Canadá                   | 2:00.45 |                  |
| 27   | 2       | 4    | Tomáš Franta           | Chéquia                  | 2:00.52 |                  |
| 28   | 2       | 1    | Yeziel Morales         | Porto Rico               | 2:01.13 |                  |
| 29   | 2       | 2    | Ivan Stsegolov         | Estónia                  | 2:01.19 | Recorde nacional |
| 30   | 3       | 9    | Mikita Tsmyh           | Bielorrússia             | 2:01.44 |                  |
| 31   | 4       | 0    | Hugo González          | Espanha                  | 2:01.84 |                  |
| 32   | 2       | 8    | Srihari Nataraj        | Índia                    | 2:02.08 | Recorde nacional |
| 33   | 4       | 9    | Conor Ferguson         | Irlanda                  | 2:02.37 |                  |
| 34   | 2       | 5    | Gabriel Lópes          | Portugal                 | 2:03.33 |                  |
| 35   | 2       | 3    | Chuang Mu-lun          | Taipé Chinesa            | 2:03.73 |                  |
| 36   | 2       | 7    | Omar Pinzón            | Colômbia                 | 2:04.76 |                  |
| 37   | 2       | 6    | Armando Barrera        | Cuba                     | 2:05.23 |                  |
| 38   | 2       | 0    | Erick Gordillo         | Guatemala                | 2:05.53 |                  |
| 39   | 1       | 4    | Ng Cheuk Yin           | Hong Kong                | 2:06.64 |                  |
| 40   | 1       | 5    | Matthew Mays           | Ilhas Virgens Americanas | 2:07.03 |                  |
| 41   | 2       | 9    | Patrick Groters        | Aruba                    | 2:10.25 |                  |
| 42   | 1       | 3    | Ali Imaan              | Maldivas                 | 2:33.23 |                  |
| 43   | 3       | 4    | Mitch Larkin           | Austrália                | DNS     | DNS              |

### Semifinal
Esses foram os resultados das semifinais. Foram realizadas no dia 25 de julho com início às 21:35
Semifinal 1
| Pos. | Raia | Nadador                | Nacionalidade | Tempo   | Notas            |
| ---- | ---- | ---------------------- | ------------- | ------- | ---------------- |
| 1    | 4    | Evgeny Rylov           | Rússia        | 1:55.48 | Q                |
| 2    | 8    | Markus Thormeyer       | Canadá        | 1:56.96 | Q,               |
| 3    | 5    | Radosław Kawęcki       | Polónia       | 1:57.24 | Q                |
| 4    | 3    | Ryosuke Irie           | Japão         | 1:57.26 | Q                |
| 5    | 2    | Daniel Cristian Martin | Roménia       | 1:57.66 |                  |
| 6    | 7    | Grigoriy Tarasevich    | Rússia        | 1:57.72 |                  |
| 7    | 1    | Roman Mityukov         | Suíça         | 1:57.93 | Recorde nacional |
| 8    | 6    | Jakub Skierka          | Polónia       | DSQ     |                  |

Semifinal 2
| Pos. | Raia | Nadador          | Nacionalidade  | Tempo   | Notas |
| ---- | ---- | ---------------- | -------------- | ------- | ----- |
| 1    | 4    | Ryan Murphy      | Estados Unidos | 1:56.25 | Q     |
| 2    | 5    | Luke Greenbank   | Reino Unido    | 1:56.60 | Q     |
| 3    | 8    | Jacob Pebley     | Estados Unidos | 1:56.65 | Q     |
| 4    | 3    | Ádám Telegdy     | Hungria        | 1:57.07 | Q     |
| 5    | 6    | Christian Diener | Alemanha       | 1:57.33 |       |
| 6    | 7    | Lee Ju-ho        | Coreia do Sul  | 1:57.68 |       |
| 7    | 2    | Matteo Restivo   | Itália         | 1:58.12 |       |
| 8    | 1    | Danas Rapšys     | Lituânia       | 1:58.29 |       |

### Final
A final foi realizada em 26 de julho às 21:00.
| Pos.              | Raia | Nadador          | Nacionalidade  | Tempo   | Notas |
| ----------------- | ---- | ---------------- | -------------- | ------- | ----- |
| Medalha de ouro   | 4    | Evgeny Rylov     | Rússia         | 1:53.40 |       |
| Medalha de prata  | 5    | Ryan Murphy      | Estados Unidos | 1:54.12 |       |
| Medalha de bronze | 3    | Luke Greenbank   | Reino Unido    | 1:55.85 |       |
| 4                 | 1    | Radosław Kawęcki | Polónia        | 1:56.37 |       |
| 5                 | 8    | Ryosuke Irie     | Japão          | 1:56.52 |       |
| 6                 | 6    | Jacob Pebley     | Estados Unidos | 1:56.72 |       |
| 7                 | 7    | Ádám Telegdy     | Hungria        | 1:56.86 |       |
| 8                 | 2    | Markus Thormeyer | Canadá         | 1:58.50 |       |

Legenda
| Recorde mundial       | Recorde mundial (World record)               |                       | Recorde africano                      | Recorde africano (African) |                                           | Q | Classificado por posição (Qualified) |
| Recorde do campeonato | Recorde do campeonato (Championship record)  | Recorde da América    | Recorde da América (Americas)         | q                          | Classificado por melhor tempo (Qualified) |   |                                      |
| Melhor marca do ano   | Melhor marca do ano (World leading)          | Recorde asiático      | Recorde asiático (Asian)              | DNS                        | Não largou (Did not start)                |   |                                      |
| Recorde nacional      | Recorde nacional (National record)           | Recorde europeu       | Recorde europeu (European)            | DNF                        | Não terminou (Did not finish)             |   |                                      |
| Recorde pessoal       | Recorde pessoal do atleta (Personal best)    | Recorde da Oceania    | Recorde da Oceania (Oceania)          | DSQ / DQ                   | Desclassificado (Disqualified)            |   |                                      |
| Recorde da temporada  | Recorde da temporada do atleta (Season best) | Recorde sul-americano | Recorde sul-americano (South America) | NM                         | Sem marca (No mark)                       |   |                                      |